# Megobaralipton itohi
Megobaralipton itohi är en skalbaggsart som beskrevs av Komiya 2002. Megobaralipton itohi ingår i släktet Megobaralipton och familjen långhorningar. Inga underarter finns listade i Catalogue of Life.